# Un'estate italiana
Un'estate italiana, colloquialmente conosciuto come Notti magiche, è un brano musicale composto da Giorgio Moroder, Edoardo Bennato e Gianna Nannini, canzone ufficiale del campionato del mondo 1990 svoltosi in Italia.
La versione internazionale To Be Number One, con testo scritto da Tom Whitlock, fu incisa dall'entourage dell'autore, sotto la denominazione Giorgio Moroder Project: tale versione venne usata come jingle nei programmi televisivi della Rai dedicati all'evento.

## Descrizione
Per l'edizione italiana, Moroder si rivolse a Gianna Nannini ed Edoardo Bennato, i quali ne riscrissero il testo, portandola in vetta alle classifiche della penisola. Infatti, da gennaio a settembre, con qualche intervallo, Un'estate italiana è risultata il singolo più venduto in Italia e, storicamente, l'ultimo 45 giri a ottenere un massiccio riscontro commerciale prima della sparizione di tale supporto (sostituito da tecnologie più moderne) dal mercato discografico. È stato il singolo più venduto in Italia nel 1990 e ha raggiunto la prima posizione in classifica in Svizzera, la seconda in Germania, la quarta in Norvegia e la settima in Svezia.
La canzone venne presentata dai due cantautori italiani per la prima volta in occasione del sorteggio dei gironi della fase finale, tenutosi al Palazzo dello Sport di Roma il 9 dicembre 1989, e poi eseguita in playback durante la cerimonia inaugurale, svoltasi l'8 giugno 1990 a Milano prima della partita Argentina-Camerun.
Il disco fu registrato presso gli studi Oasis di Hollywood e lo studio Excalibur di Milano, e mixato nel Baby Studios di Milano da Massimo Noè, Pino Santapaga, Luciano Ninzatti e Marco Colombo. Secondo quanto ricordato dalla loro produttrice discografica, Caterina Caselli, la Nannini e Bennato cantarono il brano in sessioni di registrazioni separate.
Tra i primi singoli a contenere una versione strumentale (indicata come versione karaoke) sul lato B, è stata pubblicata su maxi singolo in una versione più estesa.

## Revival
Nell'estate 2021 la canzone è tornata in auge – caso pressoché unico per un brano concepito come inno sportivo dedicato a un evento specifico – tra la tifoseria italiana in occasione del vittorioso cammino degli azzurri al campionato d'Europa 2020, posticipato a causa della pandemia di COVID-19 e giocato in forma itinerante lungo tutto il continente. Un'estate italiana è stata infatti ascoltata e intonata come coro, dopo ogni partita, dalla nazionale italiana, finendo per essere nuovamente diffusa dai media e affiancando così nell'immaginario collettivo italiano We Are the People di Martin Garrix, l'inno ufficiale dell'evento.

## Tracce
LATO A
1. Un'estate italiana (versione singolo) (testo: Edoardo Bennato, Gianna Nannini, Tom Whitlock – musica: Giorgio Moroder; edizioni musicali Sugarmusic/Giorgio Moroder Publishing)

LATO B
1. Un'estate italiana (versione karaoke) (musica: Giorgio Moroder; edizioni musicali Giorgio Moroder Publishing)

## Classifiche

### Classifiche settimanali
| Classifica (1990) | Posizione massima |
| ----------------- | ----------------- |
| Argentina         | 4                 |
| Austria           | 11                |
| Francia           | 23                |
| Italia            | 1                 |
| Germania          | 2                 |
| Europa            | 4                 |
| Norvegia          | 4                 |
| Svezia            | 7                 |
| Svizzera          | 1                 |
| Uruguay           | 1                 |
| Classifica (2006) | Posizione massima |
| Italia            | 13                |
| Classifica (2021) | Posizione massima |
| Italia            | 33                |

### Classifiche di fine anno
| Classifica (1990) | Posizione |
| ----------------- | --------- |
| Austria           | 28        |
| Europa            | 21        |
| Germania          | 23        |
| Italia            | 1         |
| Svizzera          | 1         |